# CMB (entreprise)
 (septembre 2023).
La mise en forme du texte ne suit pas les recommandations de Wikipédia : il faut le « wikifier ».
Les points d'amélioration suivants sont les cas les plus fréquents. Le détail des points à revoir est peut-être précisé sur la page de discussion.
- Les titres sont pré-formatés par le logiciel. Ils ne sont ni en capitales, ni en gras.
- Le texte ne doit pas être écrit en capitales (les noms de famille non plus), ni en gras, ni en italique, ni en « petit »…
- Le gras n'est utilisé que pour surligner le titre de l'article dans l'introduction, une seule fois.
- L'italique est rarement utilisé : mots en langue étrangère, titres d'œuvres, noms de bateaux, etc.
- Les citations ne sont pas en italique mais en corps de texte normal. Elles sont entourées par des guillemets français : « et ».
- Les listes à puces sont à éviter, des paragraphes rédigés étant largement préférés. Les tableaux sont à réserver à la présentation de données structurées (résultats, etc.).
- Les appels de note de bas de page (petits chiffres en exposant, introduits par l'outil «  Source ») sont à placer entre la fin de phrase et le point final[comme ça].
- Les liens internes (vers d'autres articles de Wikipédia) sont à choisir avec parcimonie. Créez des liens vers des articles approfondissant le sujet. Les termes génériques sans rapport avec le sujet sont à éviter, ainsi que les répétitions de liens vers un même terme.
- Les liens externes sont à placer uniquement dans une section « Liens externes », à la fin de l'article. Ces liens sont à choisir avec parcimonie suivant les règles définies. Si un lien sert de source à l'article, son insertion dans le texte est à faire par les notes de bas de page.
- La présentation des références doit suivre les conventions bibliographiques. Il est recommandé d'utiliser les modèles {{Ouvrage}}, {{Chapitre}}, {{Article}}, {{Lien web}} et/ou {{Bibliographie}}. Le mode d'édition visuel peut mettre en forme automatiquement les références.
- Insérer une infobox (cadre d'informations à droite) n'est pas obligatoire pour parachever la mise en page.

Pour une aide détaillée, merci de consulter Aide:Wikification.
Si vous pensez que ces points ont été résolus, vous pouvez retirer ce bandeau et améliorer la mise en forme d'un autre article.
 (septembre 2023).
Pour les articles homonymes, voir CMB.
CMB est une entreprise générale italienne de bâtiment et travaux publics, agissant sous forme de coopérative, spécialiste dans la construction d'hôpitaux. Son siège social est situé à Carpi, dans la province de Modène.
L'entreprise CMB est une des plus importantes entreprises générales italiennes du secteur du BTP. Elle se distingue par sa très grande expérience et réputation dans la conception et réalisation d'hôpitaux et de structures sanitaires d'avant-garde depuis plus de 30 ans. Depuis l'an 2000, elle a construit 24 hôpitaux (5 600 lits et 116 blocs opératoires), 8 hôpitaux en project-financing et 6 en cours de construction en 2022.
Après une longue période durant laquelle elle s'est concentrée sur le marché italien, à partir de 1988, l'entreprise remporte des marchés de grands travaux à l'étranger et se fait connaître avec plusieurs réalisations d'envergure comme le barrage de Corumana au Mozambique, en J-V avec l'entreprise romaine Condotte SpA.

## Histoire
En 1980, CMB dépose un brevet concernant des éléments préfabriqués modulaires, murs, poteaux, dalles et toitures en béton armé et précontraint pour la construction de bâtiments à 2 étages, établissements scolaires et industriels.

## Les principales réalisations
- Hôpitaux[3]
  - Hôpital San'Agostino à Estense (Modène) - 860 lits et 12 blocs opératoires (2001-2005)
  - Agrandissement Hôpital Santa Chiara à Trente - création de 797 lits, 7 blocs opératoires et une hélistation (2001-2009),
  - Hôpital San Secondo de Fidenza (2002),
  - Hôpital Niguarda Cà Granda à Milan - 1 350 lits 23 blocs opératoires (2006-2010),
  - Hôpital Universitaire Sant'Anna à Ferrare - 860 lits 22 blocs opératoires 200 000 m2 2150 places de parking (2006-2011),
  - Réhabilitation Hôpital Maggiore à Trieste - bâtiment construit en 1833-40 56 700 m2 sur 5 niveaux (2007-2013)
  - Hôpital Altovicentino à Thiene-Schio - 450 lits 97 132 m2 17 blocs opératoires, ouvrage en Project-financing (2008-2010),
  - Hôpital de la Murgia à Altamura (Bari) - 400 lits 12 blocs opératoires (2009-2012),
  - Département obstétrique de l'hôpital universitaire Careggi à Florence - 10 blocs d'intervention (accouchement et/ou césarienne) 150 lits dont 36 en néonatalogie (2009-2013),
  - Réhabilitation et agrandissement hôpital San Filippo Neri à Rome - création de 26 000 m2 supplémentaires et 7 blocs opératoires, réhabilitation 400 chambres (2009-2017)
  - Hôpital San Gerardo à Monza 725 lits - concession de 355 mois (2013-2019),
  - Agrandissement Polyclinique Borgo Roma & Hôpital Borgo Trento de Vérone - Concession en Project-Financing de 20 ans en JV avec Arena Sanità SpA - 518 lits (2014-2017),
  - Hôpital & Citadella della Salute de Pordenone - 392 lits - JV avec l’entreprise Polese SpA de Sacile (2017-2021),
  - Hôpital de Montecchio Maggiore 277 lits 34 500 m2 (2018),
  - Pôle hospitalier d'Odense au Danemark - en J-V avec Itinera Spa (49 %) - la plus grande structure hospitalière du Danemark, 7 bâtiments 10 000 lits 70 blocs opératoires, 260 000 m2 - Août 2019 : pose de la 1re pierre. Montant : 380 millions €uros (2019-2022).
- Bâtiments, tours & centre commerciaux[4]
  - Ensemble bureaux Spark One & Spark Two à Milan - 70 000 m2 énergie positive (2019-2022)
  - Tour Città Contemporanea 1 Cascina Merlata (it) Milan - 368 logements (2014-2017),
  - Tour Città Contemporanea 2 Cascina Merlata Milan - 368 logements (2018-2020),
  - Tour Libeskind à Milan - 30 étages 70 000 m2 (2016-2020)
  - 2 Tours "FieraMilano Rho" à Milan - façades revêtues de marbre noir (2006-2009),
  - Tour Harid à Milan[5] Entreprise générale tour "tordue" de 44 étages (2014-2017) certification Leed 2009 niveau Gold,
  - Tour Unipol avec Centre commercial Agora de Bologne - 27 étages et centre commercial sans poteaux intérieurs de 3500 m² (2008-2012),
  - Centre commercial Bonola à Milan (1980),
  - Tour Région Piémont "Avio Oval" - General contractor 42 étages, bâtiment autosuffisant (2011-2016),
  - Tour Unipol de Milan, 23 étages 33 000 m2 (2018),
  - Urban Shopping center à Milan - 32 000 m2 (2015-2017),
  - Fondation Feltrinelli à Milan (2014-2016),
  - Restructuration de la Tour Galfa à Milan - 32 étages 15 700 m2 (2016-2020)
  - Centre F.I.C.O. Eataly World[6] - 7 000 m2 avec la plus importante surface de panneaux photovoltaïques en toiture d'Europe - 700 pieux de fondation et 10 000 m2 de chambres froides (2015-2016),
  - Ensemble Porta Nuova Varesina - 43 000 m2 avec une tour de 30+4 étages (4 en sous-sol) + 3 immeubles de 9 étages (2009-2013)
  - Ensemble résidentiel Porta Nuova Varesina 2 - 40 000 m2 comprenant 9 immeubles de 5 étages avec parkings en sous-sol (2010-2014),
  - Réhabilitation "Torre Galfa" à Milan - 32 étages (2016-2020),
  - Pôle universitaire COCEBO de Bologne, 7 bâtiments du Campus Naville, un des plus importants pôles scientifiques et technologiques d’Europe capable d’accueillir 5.500 étudiants en chimie, chimie industrielle, pharmacie et biotechnologie, physique et astronomie, 33 157 m2, 129 laboratoires de chimie et un observatoire astronomique (2016-2021),
  - Building D Symbiosys Covivio à Milan - Immeuble de 9 étages en centre ville de 20 500 m2 plus 2 niveaux de parkings enterrés. Certification LEED Platinium/Well (2020-2022)[7],
- Usines
  - Usine STMicroelectronics SpA Agrate300 à Agrate Brianza 23 000 m2 63 mètres de portée, (2019)
- Infrastructures : autoroutes, voies ferrées, métros & tramways[8]
  - Autoroute A2 macro lot 3.2, tronçon de 20,5 km de l'Autoroute Salerne-Reggio de Calabre comprenant 11 viaducs (7 342 mètres et 6 tunnels (11 459 m - modification du traçé de l'ancienne autoroute de 1974 (2014-2016)
  - Autoroute A15 "della Cisa" en sous traitance sur le lot 5,
  - Autoroute A1 var "Variante di Valico" tronçon de 3 334 mètres dont le tunnel "Val di Sambro" (2007-2015)
  - Ligne 3 du tramway de Florence - 4,5 km avec la réalisation de 2 tunnels pour le dévoiement de chaussées, dans un site historique classé (2014-2018)
  - Tunnel Sant'Augusta du contournement SS.51 de Vittorio Veneto province de Trévise - longueur : 1500 m (
  - Transformation des gares ferroviaires de Venise Santa Lucia, Mestre et Vérone Porta Nuova,
  - Autoroute A58 Tangenziale Esterna Est Milan - 32 km dont 2,1 km de viaducs et 8,7 km enterrés (2012-2015),
  - Accès pour l'Exposition Universelle Milan 2015 comprenant :
    - Tunnel "Cascina Merlada" (1 km)
    - Viaduc "EXPO" (265 m)
    - Viaduc "RFI" (210 m)
    - Pont "Asse Nord" (56 m)

  - Ligne C du métro de Rome - 29 km de tunnels à 3 0 mètres de profondeur
  - Contournement "Tiburtina" - voie rapide sous le faisceau de la gare Tiburtina à Rome, double tunnel de 2114 mètres - sans arrêt de la circulation des trains et des voitures (2005-2012)
  - Viaduc Avisio à trente - Viaduc de 2926 mètres comportant 29 travées surplombant l'autoroute A22 "du Brenner"
  - Échangeur de Conegliano Veneto sur l'autoroute A27 4 km de chaussées comprenant 2 viaducs de 500 m (2008).
  - LGV Milan - Bologne - tronçon de 16,5 km plus 6,7 km de voies de raccordement au droit de Parme comprenant 7,0 km de viaducs et un tunnel de 400 m.